# Les échappes de Charenton
Les échappes de Charenton è un cortometraggio del 1901 diretto da Georges Méliès

## Trama
Un omnibus, guidato da un cavallo meccanico strano. Ci sono quattro neri, il cavallo si leva in piedi sulle zampe posteriori e li batte, trasformandoli in clown bianchi. Si danno uno schiaffo in faccia e ridiventano neri. Ancora una volta si picchiano e diventano bianchi. Infine, tutti si fondono in un gigante nero che rifiuta di pagare la tariffa. Il conduttore mette a fuoco l'equipaggio e il gigante si divide in mille pezzi.

## Caratteristiche artistiche
Georges Méliès, Durante tutta la sua attività utilizzerà il trucco della sostituzione nel 1896 e fu uno dei primi registi a usare l'esposizione multipla e la dissolvenza. Georges Méliès scrisse nel 1906: "A mio profondo rammarico, i trucchi più semplici producono il maggior effetto". Nel 1901, questo trucco è stato applicato nel film "Les échappes de Charenton".